# Temporada 2011-2012 de la Unió Esportiva Sant Andreu
Dades de la Temporada 2011-2012 de la UE Sant Andreu.

## Plantilla

### Jugadors
Els futbolistes que formen la plantilla 2011 - 2012 de la Unió Esportiva Sant Andreu són els següents:
| N. | Pos. | Nac. | Jugador                            |
| -- | ---- | --- | ---------------------------------- |
| 1  | POR  | [[Fitxer:Flag of the Balearic Islands.svg\|23x15px\|border \|alt=Illes Balears\|link=Selecció de futbol de les Illes Balears\|{{#if:\|]] | Pau Núñez López                    |
| 2  | DEF  | [[Fitxer:Flag of Catalonia.svg\|23x15px\|border \|alt=Catalunya\|link=Selecció de futbol de Catalunya\|{{#if:\|]]                        | Rubén Canelada Amador              |
| 3  | DEF  | [[Fitxer:Flag of Catalonia.svg\|23x15px\|border \|alt=Catalunya\|link=Selecció de futbol de Catalunya\|{{#if:\|]]                        | Carmelo Cortés Lara                |
| 4  | DEF  | [[Fitxer:Flag of Catalonia.svg\|23x15px\|border \|alt=Catalunya\|link=Selecció de futbol de Catalunya\|{{#if:\|]]                        | Ismael Moyano Navas                |
| 5  | DEF  | [[Fitxer:Flag of the Balearic Islands.svg\|23x15px\|border \|alt=Illes Balears\|link=Selecció de futbol de les Illes Balears\|{{#if:\|]] | Enric Tarrés Roselló               |
| 6  | MIG  | [[Fitxer:Flag of Catalonia.svg\|23x15px\|border \|alt=Catalunya\|link=Selecció de futbol de Catalunya\|{{#if:\|]]                        | Alberto Rodríguez Carroza          |
| 7  | MIG  | [[Fitxer:Flag of Catalonia.svg\|23x15px\|border \|alt=Catalunya\|link=Selecció de futbol de Catalunya\|{{#if:\|]]                        | David Llobet Torrente              |
| 8  | MIG  | [[Fitxer:Flag of Catalonia.svg\|23x15px\|border \|alt=Catalunya\|link=Selecció de futbol de Catalunya\|{{#if:\|]]                        | Xavier Jiménez Santafé             |
| 9  | DAV  | [[Fitxer:Flag of Catalonia.svg\|23x15px\|border \|alt=Catalunya\|link=Selecció de futbol de Catalunya\|{{#if:\|]]                        | Eloi Fontanella Bonjoch            |
| 10 | DAV  | [[Fitxer:Flag of the Balearic Islands.svg\|23x15px\|border \|alt=Illes Balears\|link=Selecció de futbol de les Illes Balears\|{{#if:\|]] | Marcos Jiménez de la Espada Martín |
| 11 | DAV  | [[Fitxer:Flag of Catalonia.svg\|23x15px\|border \|alt=Catalunya\|link=Selecció de futbol de Catalunya\|{{#if:\|]]                        | Lluís Blanco Garrido               |

| N. | Pos. | Nac. | Jugador                               |
| -- | ---- | --- | ------------------------------------- |
| 13 | POR  | [[Fitxer:Flag of Catalonia.svg\|23x15px\|border \|alt=Catalunya\|link=Selecció de futbol de Catalunya\|{{#if:\|]] | José Miguel Morales Martínez (Capità) |
| 14 | MIG  | [[Fitxer:Flag of Catalonia.svg\|23x15px\|border \|alt=Catalunya\|link=Selecció de futbol de Catalunya\|{{#if:\|]] | Marc Martínez Castillero              |
| 15 | DEF  | [[Fitxer:Flag of Catalonia.svg\|23x15px\|border \|alt=Catalunya\|link=Selecció de futbol de Catalunya\|{{#if:\|]] | Borja López Hinojosa                  |
| 16 | MIG  | [[Fitxer:Flag of Catalonia.svg\|23x15px\|border \|alt=Catalunya\|link=Selecció de futbol de Catalunya\|{{#if:\|]] | Fernando González Ledesma             |
| 17 | DAV  | [[Fitxer:Flag of Catalonia.svg\|23x15px\|border \|alt=Catalunya\|link=Selecció de futbol de Catalunya\|{{#if:\|]] | Joaquim Araujo Delgado                |
| 18 | DEF  | [[Fitxer:Flag of Catalonia.svg\|23x15px\|border \|alt=Catalunya\|link=Selecció de futbol de Catalunya\|{{#if:\|]] | Arnau Tobella Casasses                |
| 19 | DEF  | [[Fitxer:Flag of Catalonia.svg\|23x15px\|border \|alt=Catalunya\|link=Selecció de futbol de Catalunya\|{{#if:\|]] | Dídac Navarro Fernández               |
| 20 | DAV  | [[Fitxer:Flag of Catalonia.svg\|23x15px\|border \|alt=Catalunya\|link=Selecció de futbol de Catalunya\|{{#if:\|]] | Ángel Fernández Santiago              |
| 21 | MIG  | [[Fitxer:Flag of Catalonia.svg\|23x15px\|border \|alt=Catalunya\|link=Selecció de futbol de Catalunya\|{{#if:\|]] | Hèctor Garcia Garrido                 |
| 23 | DEF  | [[Fitxer:Flag of Catalonia.svg\|23x15px\|border \|alt=Catalunya\|link=Selecció de futbol de Catalunya\|{{#if:\|]] | Francisco Grima Aguilera              |
| 24 | DAV  | [[Fitxer:Flag of Catalonia.svg\|23x15px\|border \|alt=Catalunya\|link=Selecció de futbol de Catalunya\|{{#if:\|]] | Nakor Bueno Gómez                     |

### Cos tècnic
- Entrenador:  Piti Belmonte Rincón
  - Segon entrenador:  Manel Martínez Fernández
  - Preparador físic: Toni Gil
  - Fisioterapeuta: Jordi Arguisuelas
  - Metge: Dr. Juan Diego Párraga Botero
  - Encarregat de material: Juan Carlos Martínez "Gori"
  - Delegat: Miquel Jové Puig

### Mercat d'estiu 2011
| N. | Pos. | Nac. | Jugador                                                     |
| -- | ---- | --- | ----------------------------------------------------------- |
| 1  | POR  | [[Fitxer:Flag of the Balearic Islands.svg\|23x15px\|border \|alt=Illes Balears\|link=Selecció de futbol de les Illes Balears\|{{#if:\|]] | Pau Núñez López (del Benidorm CF)                           |
| 2  | DEF  | [[Fitxer:Flag of Catalonia.svg\|23x15px\|border \|alt=Catalunya\|link=Selecció de futbol de Catalunya\|{{#if:\|]]                        | Rubén Canelada Amador (de la UDA Gramenet)                  |
| 3  | DEF  | [[Fitxer:Flag of Catalonia.svg\|23x15px\|border \|alt=Catalunya\|link=Selecció de futbol de Catalunya\|{{#if:\|]]                        | Carmelo Cortés Lara (de la UE Cornellà)                     |
| 15 | DEF  | [[Fitxer:Flag of Catalonia.svg\|23x15px\|border \|alt=Catalunya\|link=Selecció de futbol de Catalunya\|{{#if:\|]]                        | Borja López Hinojosa (del CF Damm juvenil)                  |
| 18 | DEF  | [[Fitxer:Flag of Catalonia.svg\|23x15px\|border \|alt=Catalunya\|link=Selecció de futbol de Catalunya\|{{#if:\|]]                        | Arnau Tobella Casasses (del Real Zaragoza B)                |
| 19 | DEF  | [[Fitxer:Flag of Catalonia.svg\|23x15px\|border \|alt=Catalunya\|link=Selecció de futbol de Catalunya\|{{#if:\|]]                        | Dídac Navarro Fernández (de l'Alacant CF)                   |
| 23 | DEF  | [[Fitxer:Flag of Catalonia.svg\|23x15px\|border \|alt=Catalunya\|link=Selecció de futbol de Catalunya\|{{#if:\|]]                        | Francisco Grima Aguilera (del RCD Espanyol B)               |
| 6  | MIG  | [[Fitxer:Flag of Catalonia.svg\|23x15px\|border \|alt=Catalunya\|link=Selecció de futbol de Catalunya\|{{#if:\|]]                        | Alberto Rodríguez Carroza (del CF Badalona)                 |
| 8  | MIG  | [[Fitxer:Flag of Catalonia.svg\|23x15px\|border \|alt=Catalunya\|link=Selecció de futbol de Catalunya\|{{#if:\|]]                        | Xavier Jiménez Santafé (de la UE Lleida)                    |
| 14 | MIG  | [[Fitxer:Flag of Catalonia.svg\|23x15px\|border \|alt=Catalunya\|link=Selecció de futbol de Catalunya\|{{#if:\|]]                        | Marc Martínez Castillero (del CD Roquetas)                  |
| 16 | MIG  | [[Fitxer:Flag of Catalonia.svg\|23x15px\|border \|alt=Catalunya\|link=Selecció de futbol de Catalunya\|{{#if:\|]]                        | Fernando González Ledesma (del CD Puertollano)              |
| 21 | MIG  | [[Fitxer:Flag of Catalonia.svg\|23x15px\|border \|alt=Catalunya\|link=Selecció de futbol de Catalunya\|{{#if:\|]]                        | Hèctor Garcia Garrido (de la UE Sant Andreu juvenil)        |
| 9  | DAV  | [[Fitxer:Flag of Catalonia.svg\|23x15px\|border \|alt=Catalunya\|link=Selecció de futbol de Catalunya\|{{#if:\|]]                        | Eloi Fontanella Bonjoch (del CE L'Hospitalet)               |
| 10 | DAV  | [[Fitxer:Flag of the Balearic Islands.svg\|23x15px\|border \|alt=Illes Balears\|link=Selecció de futbol de les Illes Balears\|{{#if:\|]] | Marcos Jiménez de la Espada Martín (del CF Sporting Maonès) |
| 17 | DAV  | [[Fitxer:Flag of Catalonia.svg\|23x15px\|border \|alt=Catalunya\|link=Selecció de futbol de Catalunya\|{{#if:\|]]                        | Joaquim Araujo Delgado (del CF Muntanyesa)                  |
| 20 | DAV  | [[Fitxer:Flag of Catalonia.svg\|23x15px\|border \|alt=Catalunya\|link=Selecció de futbol de Catalunya\|{{#if:\|]]                        | Ángel Fernández Santiago (de la UE Sant Andreu juvenil)     |
| 24 | DAV  | [[Fitxer:Flag of Catalonia.svg\|23x15px\|border \|alt=Catalunya\|link=Selecció de futbol de Catalunya\|{{#if:\|]]                        | Nakor Bueno Gómez (del CD Leganés)                          |

| N. | Pos. | Nac. | Jugador                                                     |
| -- | ---- | --- | ----------------------------------------------------------- |
| 1  | POR  | [[Fitxer:Flag of the Balearic Islands.svg\|23x15px\|border \|alt=Illes Balears\|link=Selecció de futbol de les Illes Balears\|{{#if:\|]] | Pau Núñez López (del Benidorm CF)                           |
| 2  | DEF  | [[Fitxer:Flag of Catalonia.svg\|23x15px\|border \|alt=Catalunya\|link=Selecció de futbol de Catalunya\|{{#if:\|]]                        | Rubén Canelada Amador (de la UDA Gramenet)                  |
| 3  | DEF  | [[Fitxer:Flag of Catalonia.svg\|23x15px\|border \|alt=Catalunya\|link=Selecció de futbol de Catalunya\|{{#if:\|]]                        | Carmelo Cortés Lara (de la UE Cornellà)                     |
| 15 | DEF  | [[Fitxer:Flag of Catalonia.svg\|23x15px\|border \|alt=Catalunya\|link=Selecció de futbol de Catalunya\|{{#if:\|]]                        | Borja López Hinojosa (del CF Damm juvenil)                  |
| 18 | DEF  | [[Fitxer:Flag of Catalonia.svg\|23x15px\|border \|alt=Catalunya\|link=Selecció de futbol de Catalunya\|{{#if:\|]]                        | Arnau Tobella Casasses (del Real Zaragoza B)                |
| 19 | DEF  | [[Fitxer:Flag of Catalonia.svg\|23x15px\|border \|alt=Catalunya\|link=Selecció de futbol de Catalunya\|{{#if:\|]]                        | Dídac Navarro Fernández (de l'Alacant CF)                   |
| 23 | DEF  | [[Fitxer:Flag of Catalonia.svg\|23x15px\|border \|alt=Catalunya\|link=Selecció de futbol de Catalunya\|{{#if:\|]]                        | Francisco Grima Aguilera (del RCD Espanyol B)               |
| 6  | MIG  | [[Fitxer:Flag of Catalonia.svg\|23x15px\|border \|alt=Catalunya\|link=Selecció de futbol de Catalunya\|{{#if:\|]]                        | Alberto Rodríguez Carroza (del CF Badalona)                 |
| 8  | MIG  | [[Fitxer:Flag of Catalonia.svg\|23x15px\|border \|alt=Catalunya\|link=Selecció de futbol de Catalunya\|{{#if:\|]]                        | Xavier Jiménez Santafé (de la UE Lleida)                    |
| 14 | MIG  | [[Fitxer:Flag of Catalonia.svg\|23x15px\|border \|alt=Catalunya\|link=Selecció de futbol de Catalunya\|{{#if:\|]]                        | Marc Martínez Castillero (del CD Roquetas)                  |
| 16 | MIG  | [[Fitxer:Flag of Catalonia.svg\|23x15px\|border \|alt=Catalunya\|link=Selecció de futbol de Catalunya\|{{#if:\|]]                        | Fernando González Ledesma (del CD Puertollano)              |
| 21 | MIG  | [[Fitxer:Flag of Catalonia.svg\|23x15px\|border \|alt=Catalunya\|link=Selecció de futbol de Catalunya\|{{#if:\|]]                        | Hèctor Garcia Garrido (de la UE Sant Andreu juvenil)        |
| 9  | DAV  | [[Fitxer:Flag of Catalonia.svg\|23x15px\|border \|alt=Catalunya\|link=Selecció de futbol de Catalunya\|{{#if:\|]]                        | Eloi Fontanella Bonjoch (del CE L'Hospitalet)               |
| 10 | DAV  | [[Fitxer:Flag of the Balearic Islands.svg\|23x15px\|border \|alt=Illes Balears\|link=Selecció de futbol de les Illes Balears\|{{#if:\|]] | Marcos Jiménez de la Espada Martín (del CF Sporting Maonès) |
| 17 | DAV  | [[Fitxer:Flag of Catalonia.svg\|23x15px\|border \|alt=Catalunya\|link=Selecció de futbol de Catalunya\|{{#if:\|]]                        | Joaquim Araujo Delgado (del CF Muntanyesa)                  |
| 20 | DAV  | [[Fitxer:Flag of Catalonia.svg\|23x15px\|border \|alt=Catalunya\|link=Selecció de futbol de Catalunya\|{{#if:\|]]                        | Ángel Fernández Santiago (de la UE Sant Andreu juvenil)     |
| 24 | DAV  | [[Fitxer:Flag of Catalonia.svg\|23x15px\|border \|alt=Catalunya\|link=Selecció de futbol de Catalunya\|{{#if:\|]]                        | Nakor Bueno Gómez (del CD Leganés)                          |

| N. | Pos. | Nac. | Jugador                                              |
| -- | ---- | --- | ---------------------------------------------------- |
| 1  | POR  | [[Fitxer:Flag of Catalonia.svg\|23x15px\|border \|alt=Catalunya\|link=Selecció de futbol de Catalunya\|{{#if:\|]]                                   | Oliver Sánchez Fernández (al CF Sporting Maonès)     |
| 2  | DEF  | [[Fitxer:Flag of the Community of Madrid.svg\|23x15px\|border \|alt=Comunitat de Madrid\|link=Selecció de futbol de Comunitat de Madrid\|{{#if:\|]] | Raúl Fernández Rebollo (al CP Ejido)                 |
| 3  | DEF  | [[Fitxer:Flag of Catalonia.svg\|23x15px\|border \|alt=Catalunya\|link=Selecció de futbol de Catalunya\|{{#if:\|]]                                   | Xavier Pelegrí Duran (al CF Badalona)                |
| 5  | DEF  | [[Fitxer:Flag of Catalonia.svg\|23x15px\|border \|alt=Catalunya\|link=Selecció de futbol de Catalunya\|{{#if:\|]]                                   | Enric Socías Julbe (al CF Reus Deportiu)             |
| 6  | DEF  | [[Fitxer:Flag of Extremadura with COA.svg\|23x15px\|border \|alt=Extremadura\|link=Selecció de futbol d'Extremadura\|{{#if:\|]]                     | Daniel Guillén Ruiz (al CE L'Hospitalet)             |
| 15 | DEF  | [[Fitxer:Flag of Catalonia.svg\|23x15px\|border \|alt=Catalunya\|link=Selecció de futbol de Catalunya\|{{#if:\|]]                                   | Cristian Valle Corrales (a l'AD Ceuta)               |
| 16 | DEF  | [[Fitxer:Flag of Castile and León.svg\|23x15px\|border \|alt=Castella i Lleó\|link=Selecció de futbol de Castella i Lleó\|{{#if:\|]]                | Álex Cacho Hernández (a l'Ontinyent CF)              |
| 8  | MIG  | [[Fitxer:Flag of France (1794–1815, 1830–1974).svg\|23x15px\|border \|alt=França\|link=Selecció de futbol de França\|{{#if:\|]]                     | Xavier Moro León (a la UE Cornellà)                  |
| 9  | MIG  | [[Fitxer:Flag of Catalonia.svg\|23x15px\|border \|alt=Catalunya\|link=Selecció de futbol de Catalunya\|{{#if:\|]]                                   | Francesc Aday Benítez Caraballo (al CE L'Hospitalet) |
| 11 | MIG  | [[Fitxer:Flag of Catalonia.svg\|23x15px\|border \|alt=Catalunya\|link=Selecció de futbol de Catalunya\|{{#if:\|]]                                   | Pere Tarradellas Cámara (a la UE Llagostera)         |
| 14 | MIG  | [[Fitxer:Flag of Catalonia.svg\|23x15px\|border \|alt=Catalunya\|link=Selecció de futbol de Catalunya\|{{#if:\|]]                                   | Héctor Bueno Ávila (al Terrassa Olímpica 2010)       |
| 20 | MIG  | [[Fitxer:Flag of Andalucía.svg\|23x15px\|border \|alt=Andalusia\|link=Selecció de futbol d'Andalusia\|{{#if:\|]]                                    | Francisco Sánchez Curiel, "Curro" (al CP Cacereño)   |
| 22 | MIG  | [[Fitxer:Flag of Catalonia.svg\|23x15px\|border \|alt=Catalunya\|link=Selecció de futbol de Catalunya\|{{#if:\|]]                                   | Daniel Martí Varela (a la UB Conquense)              |
| 7  | DAV  | [[Fitxer:Flag of Catalonia.svg\|23x15px\|border \|alt=Catalunya\|link=Selecció de futbol de Catalunya\|{{#if:\|]]                                   | Joel Álvarez Olivé (sense equip)                     |
| 10 | DAV  | [[Fitxer:Flag of Asturias.svg\|23x15px\|border \|alt=Astúries\|link=Selecció de futbol d'Astúries\|{{#if:\|]]                                       | David Miguélez Miguel (a l'AD Alcorcón)              |
| 19 | DAV  | [[Fitxer:Flag of Catalonia.svg\|23x15px\|border \|alt=Catalunya\|link=Selecció de futbol de Catalunya\|{{#if:\|]]                                   | Roger Matamala Font (a l'AE Prat)                    |
| 23 | DAV  | [[Fitxer:Flag of Catalonia.svg\|23x15px\|border \|alt=Catalunya\|link=Selecció de futbol de Catalunya\|{{#if:\|]]                                   | Albert Manteca Buldó (al RC Celta de Vigo B)         |

| N. | Pos. | Nac. | Jugador                                              |
| -- | ---- | --- | ---------------------------------------------------- |
| 1  | POR  | [[Fitxer:Flag of Catalonia.svg\|23x15px\|border \|alt=Catalunya\|link=Selecció de futbol de Catalunya\|{{#if:\|]]                                   | Oliver Sánchez Fernández (al CF Sporting Maonès)     |
| 2  | DEF  | [[Fitxer:Flag of the Community of Madrid.svg\|23x15px\|border \|alt=Comunitat de Madrid\|link=Selecció de futbol de Comunitat de Madrid\|{{#if:\|]] | Raúl Fernández Rebollo (al CP Ejido)                 |
| 3  | DEF  | [[Fitxer:Flag of Catalonia.svg\|23x15px\|border \|alt=Catalunya\|link=Selecció de futbol de Catalunya\|{{#if:\|]]                                   | Xavier Pelegrí Duran (al CF Badalona)                |
| 5  | DEF  | [[Fitxer:Flag of Catalonia.svg\|23x15px\|border \|alt=Catalunya\|link=Selecció de futbol de Catalunya\|{{#if:\|]]                                   | Enric Socías Julbe (al CF Reus Deportiu)             |
| 6  | DEF  | [[Fitxer:Flag of Extremadura with COA.svg\|23x15px\|border \|alt=Extremadura\|link=Selecció de futbol d'Extremadura\|{{#if:\|]]                     | Daniel Guillén Ruiz (al CE L'Hospitalet)             |
| 15 | DEF  | [[Fitxer:Flag of Catalonia.svg\|23x15px\|border \|alt=Catalunya\|link=Selecció de futbol de Catalunya\|{{#if:\|]]                                   | Cristian Valle Corrales (a l'AD Ceuta)               |
| 16 | DEF  | [[Fitxer:Flag of Castile and León.svg\|23x15px\|border \|alt=Castella i Lleó\|link=Selecció de futbol de Castella i Lleó\|{{#if:\|]]                | Álex Cacho Hernández (a l'Ontinyent CF)              |
| 8  | MIG  | [[Fitxer:Flag of France (1794–1815, 1830–1974).svg\|23x15px\|border \|alt=França\|link=Selecció de futbol de França\|{{#if:\|]]                     | Xavier Moro León (a la UE Cornellà)                  |
| 9  | MIG  | [[Fitxer:Flag of Catalonia.svg\|23x15px\|border \|alt=Catalunya\|link=Selecció de futbol de Catalunya\|{{#if:\|]]                                   | Francesc Aday Benítez Caraballo (al CE L'Hospitalet) |
| 11 | MIG  | [[Fitxer:Flag of Catalonia.svg\|23x15px\|border \|alt=Catalunya\|link=Selecció de futbol de Catalunya\|{{#if:\|]]                                   | Pere Tarradellas Cámara (a la UE Llagostera)         |
| 14 | MIG  | [[Fitxer:Flag of Catalonia.svg\|23x15px\|border \|alt=Catalunya\|link=Selecció de futbol de Catalunya\|{{#if:\|]]                                   | Héctor Bueno Ávila (al Terrassa Olímpica 2010)       |
| 20 | MIG  | [[Fitxer:Flag of Andalucía.svg\|23x15px\|border \|alt=Andalusia\|link=Selecció de futbol d'Andalusia\|{{#if:\|]]                                    | Francisco Sánchez Curiel, "Curro" (al CP Cacereño)   |
| 22 | MIG  | [[Fitxer:Flag of Catalonia.svg\|23x15px\|border \|alt=Catalunya\|link=Selecció de futbol de Catalunya\|{{#if:\|]]                                   | Daniel Martí Varela (a la UB Conquense)              |
| 7  | DAV  | [[Fitxer:Flag of Catalonia.svg\|23x15px\|border \|alt=Catalunya\|link=Selecció de futbol de Catalunya\|{{#if:\|]]                                   | Joel Álvarez Olivé (sense equip)                     |
| 10 | DAV  | [[Fitxer:Flag of Asturias.svg\|23x15px\|border \|alt=Astúries\|link=Selecció de futbol d'Astúries\|{{#if:\|]]                                       | David Miguélez Miguel (a l'AD Alcorcón)              |
| 19 | DAV  | [[Fitxer:Flag of Catalonia.svg\|23x15px\|border \|alt=Catalunya\|link=Selecció de futbol de Catalunya\|{{#if:\|]]                                   | Roger Matamala Font (a l'AE Prat)                    |
| 23 | DAV  | [[Fitxer:Flag of Catalonia.svg\|23x15px\|border \|alt=Catalunya\|link=Selecció de futbol de Catalunya\|{{#if:\|]]                                   | Albert Manteca Buldó (al RC Celta de Vigo B)         |

## Competicions

### Lliga (Segona B)
- Segona Divisió B, grup 3r. 8a posició (12a jornada).  Vegeu més informació a Temporada 2011-2012 de la Segona divisió B espanyola de futbol.[2]

#### Primera volta
| 21 d'agost de 2011 | UE Sant Andreu                                                  | 0:1 | Andorra CF                                                           |                                                                       |  |
| 18:00              | Quim Araujo 22' Marc Martínez 78' Marcos Jiménez 88' Llobet 89' |     | 10' Morales · 15' Fonsi · 19' Gil · 63' Vicente Pascual · 76' Lozano | Narcís Sala, Sant Andreu · 500 espectadors · Iván González González · |  |

| 28 d'agost de 2011 | CF Sporting Mahonés                                                           | 1:0 | UE Sant Andreu                |                                                          |  |
| 12:00              | Berto Vaquero 10' 26' · Biel Medina 16' · Jeroni 37', 89' · David Sánchez 46' |     | 6' Morales 25' Eloi 68' Dídac | Bintaufa, Maó · 270 espectadors · Vicente Gil Coscollà · |  |

| 4 de setembre de 2011 | UE Sant Andreu                                                       | 1:1 | Ontinyent CF                                                  |                                                                          |  |
| 17:00                 | Eloi 27' · Marcos Jiménez 78' · Marc Martínez 81' · Xavi Jiménez 85' |     | 24' Diego Alegre · 67' Kikín · 87' Fernando Béjar · 89' Forte | Narcís Sala, Sant Andreu · 700 espectadors · David Jesús Pinto Herrera · |  |

| 11 de setembre de 2011 | CD Atlètic Balears | 0:0 | UE Sant Andreu |                                                                    |  |
| 12:00                  |                    |     |                | Estadi Balear, Palma · 1.500 espectadors · Mariano Medina Méndez · |  |

| 18 de setembre de 2011 | UE Sant Andreu                                             | 2:1 | CE Olímpic                             |                                                                       |  |
| 12:00                  | Dídac 1' 73' · Marc Martínez 22' · Carroza 54' · Nando 87' |     | 38' Álex Vaquero · 43' 48' Nando Ramón | Narcís Sala, Sant Andreu · 900 espectadors · Iosu Galech Apezteguía · |  |

| 24 de setembre de 2011 | RCD Mallorca B                                         | 1:1 | UE Sant Andreu                                                                    |                                                                  |  |
| 12:00                  | Biel Company 17' · Charlie 25' · Mateo 41' · Abdón 86' |     | 30' Marcos Jiménez · 69' Arnau · 82' Marc Martínez · 83' Xavi Jiménez · 89' Nando | Son Bibiloni, Palma · 100 espectadors · Alexandre Alemán Pérez · |  |

| 2 d'octubre de 2011 | UE Sant Andreu                                                              | 1:1 | CF Badalona                                                              |                                                                       |  |
| 12:00               | Carroza 1' · Xavi Jiménez 46' · Marcos Jiménez 73' · Nando 74' · Llobet 85' |     | 29' Goikoetxea · 81' 89' Alberto Manga · 83' César Soriano · 85' Vázquez | Narcís Sala, Sant Andreu · 1000 espectadors · Miguel Bosch Domènech · |  |

| 8 d'octubre de 2011 | Real Zaragoza B            | 0:1 | UE Sant Andreu                                    |                                                                                            |  |
| 17:00               | Carlos Javier 32' Ortí 74' |     | 16' Carroza · 55' Moyano · 67' 79' Marcos Jiménez | Ciudad Deportiva del Real Zaragoza, Saragossa · 250 espectadors · Alexandre Alemán Pérez · |  |

| 16 d'octubre de 2011 | UE Sant Andreu                                                                      | 2:1 | CF Reus Deportiu               |                                                                      |  |
| 12:00                | Xavi Jiménez 19' · Moyano 43', 54' · Marcos Jiménez 61' 63' · Rubén 69' · Nando 82' |     | 67' Chumbi · 86' Pablo Álvarez | Narcís Sala, Sant Andreu · 1.200 espectadors · Roberto Flores Roda · |  |

| 23 d'octubre de 2011 | CD Dénia                     | 1:2 | UE Sant Andreu                                                       |                                                           |  |
| 17:00                | Chumillas 30' · Rubén 88'(p) |     | 33' Quim Araujo · 46' 88' Marcos Jiménez · 57' 89' Nakor · 87' Borja | Camp Nou, Dénia · 700 espectadors · Raúl Nicolás Espejo · |  |

| 30 d'octubre de 2011 | UE Sant Andreu                              | 1:0 | CD Teruel                        |                                                                              |  |
| 12:00                | Dídac 27' · Carroza 44' · Marc Martínez 93' |     | 10' Bruno 30' Aimar 59' Valleros | Narcís Sala, Sant Andreu · 1.200 espectadors · Adrián José Suárez Betancor · |  |

| 6 de novembre de 2011 | CE L'Hospitalet                                                  | 3:2 | UE Sant Andreu                                                                                                  |                                                                                   |  |
| 12:00                 | David Haro 3' · Lucas Viale 17' · David Prats 32'(p) · Peque 55' |     | 36' Moyano · 53' Marcos Jiménez · 55'(p) Marc Martínez · 62' Xavi Jiménez · 68' Blanco · 78' Eloi · 89' Carroza | Municipal, L'Hospitalet de Llobregat · 500 espectadors · Valentín Pizarro Gómez · |  |

### Copa del Rei
El Sant Andreu va quedar exempt al sorteig de la primera eliminatòria, però va caure a la segona davant l'Oriola CF. Vegeu més informació a Copa del Rei 2011/12.

#### Primera eliminatòria
El Sant Andreu queda exempt al sorteig.

#### Segona eliminatòria - partit únic
| 7 de setembre de 2011 | UE Sant Andreu                                                              | 0:1 | Oriola CF                                                                                   |                                                                       |  |
| 20:00                 | Rubén 51' Marc Martínez 72' Carroza 78' Xavi Jiménez 82' Marcos Jiménez 90' |     | 7' Diego · 10' Dani Gómez · 27' Pelusa · 68' Carlos Delgado · 85' Cases · 88' Raúl Manrique | Narcís Sala, Sant Andreu · 1000 espectadors · Víctor Mateo Montañés · |  |